# Јири Тармак
Јири Тармак (ест. Jüri Tarmak; Талин, 21. јул 1946 — Талин, 22. јун 2022) био је естонски атлетичар, који је наступао за СССР. Био је специјалиста за скок увис и освајач златне медаље на Летњим олимпијским играма 1972.
Његов отац Аду Тармак је био национални првак у бацању диска 1943/1944. У почетку Тармак је играо кошарку и одбојку, као узгред понекад је упражњавао и атлетику. Био је висок и витак, што су биле праве предиспозиције за скок увис. Почетак је био скроман. Као 17-годишњак скакао је само 1,75 м. Две године касније успео је до 2 м, али да се уврсти у светске лидере требало му је и даље 20 cm.
У 1966. је као 20-годишњак постигао свој први успех са прескочених 2,10 м на совјетском јуниорском првенству. Године 1970. постао је члан совјетске атлетске репрезентације. Његови тренери су били Виктор Ваиксар у Талину и Павел Гојцман у Лењинграду где је студирао и био члан АК Динамо из Лењинграда. Године 1971, освојио је сребрну медаљу на Европском првенству у дворани у Софији, а следеће године на истом такмичењу бронзу у Греноблу. 
Врхунац каријере је доживео 1972. освојивши златну медаљу на Олимпијским играма у Минхену. Био је последњи олимпијски победник, који је користио тада већ застарела стредл технику скока. 
Тармак је у својој младости показао велико интересовање за астрономију. 
У Лењинграду, студирао је на Државном факултету за математику и механику и локалном универзитету теоријску астрономију. Међутим прекинуо је ове студије, како би се посветио новом развијеном интересовању за друштвено-научна питања. Докторирао и радио као предавач политичке економије са титулом ванредног професора.